# María Teresa Eltit
María Teresa Eltit Contreras era una estudiante de secretariado y militante del MIR que fue capturada en la vía pública por agentes de la DINA el 12 de diciembre de 1974, cuando es trasladada a Villa Grimaldi, de donde desaparece el 8 de enero de 1975. Su nombre forma parte de la Operación Colombo.

## Vida familiar
Nació el 1 de septiembre de 1952 en Santiago de Chile. Era hija única y su padre era de origen palestino. Al morir su padre fue criada por su madre, doña Teresa Contreras. Más tarde inicia estudios de secretariado, carrera que estudiaba para la fecha de su desaparición. Ingresó al MIR, donde era conocida con el alias de Claudia. Durante su militancia en el MIR tuvo oportunidad de trabajar en poblaciones.

## Reclusión en Villa Grimaldi
El 12 de diciembre de 1974 es arrestada María Teresa por agentes de la DINA, en la vía pública y sin la presencia de testigos. Por esa época su detención estuvo ligada a la fuerte represión contra los militantes del MIR, que en su mayoría fueron arrestados y posiblemente a la muerte de José Bordaz Paz, un dirigente del MIR, que ocurrió días antes y con quien estaba relacionada. Es llevada a Villa Grimaldi, donde permanece detenida hasta el 8 de enero de 1975, cuando sale del lugar con rumbo desconocido junto con María Isabel Joui Petersen y su esposo Renato Sepúlveda Gajardo.
Sobre su estadía en Villa Grimaldi hay varios testimonios de detenidos políticos que pasaron por el lugar. El más fuerte es de la señora Patricia del Carmen Guzmán, quien estuvo detenida en Villa Grimaldi entre el 1.º y el 17 de enero de 1975. En su declaración jurada el 24 de octubre de 1979 señala que durante su estadía en este recinto compartió la celda con varias personas entre las que menciona a María Teresa Eltit y a otras testigos como Angeles Álvarez y María Alicia Salinas, que han coincidido plenamente con el testimonio de la señora Guzmán en las circunstancias deplorables en que estaba la afectada. En un párrafo señala textualmente: En lo que respecta a María Teresa Eltit Contreras, puedo declarar que estuve con ella 8 días, desde el 1.º hasta el 8 de enero de 1975, período en el cual me contó detalles de su detención y de los apremios ilegítimos de los cuales fue objeto durante esos días y en forma especial a su llegada. En efecto, me contó que llevaba a la fecha de mi ingreso 15 días detenida. Me señaló, asimismo, que la habían detenido por haber vivido con José Bordaz y que su detención había sido en la calle, al ser reconocida por agentes de la DINA y que dos individuos vestidos de civil la habían introducido a la fuerza a una camioneta C-10 Chevrolet de color rojo con capota negra, llevándola al cuartel de Villa Grimaldi. Fue interrogada y maltratada durante dos días completos por el Comandante Marcelo Moren Brito, Alias "El Ronco" y "El Coronta". Después, debido al estado en que se encontraba la dejaron tranquila durante 10 a 12 días, pero, cuando el día 6 de enero ingresó a Villa Grimaldi como detenido Emilio Iribarren, alias Joel, la volvieron a sacar a interrogatorio, también en esa oportunidad a cargo del Comandante Moren Brito. 
María Teresa Eltit reconoció a Iribarren al verlo llegar, mirando por la ventana. Me expresó que Iribarren era Joel. En el interrogatorio al que aludo, María Teresa y Emilio Iribarren fueron colocados en "la parrilla", consistente en un camarote doble, de huinchas metálicas. Ella ocupó el camarote de arriba y abajo fue amarrado Iribarren. Durante ese día, el guardia que cumplía tareas, respondía al nombre de "Jote". Dos días después de ese interrogatorio, el día 8 de enero, María Teresa Eltit Contreras fue sacada de Villa Grimaldi junto con María Isabel Joui Petersen, la cual estuvo cuatro días con nosotros; María Isabel, antes de llegar a Villa Grimaldi, había estado en la casa de la DINA de calle Quilín. Junto a ella fueron sacados Renato Sepúlveda Gajardo, esposo de María Isabel Joui y un joven delgado de pelo negro. Estas cuatro personas no volvieron a verse nunca más. María Teresa Eltit Contreras salió vestida con ropa distinta a la que cual vestía cuando fue detenida. En esa oportunidad usó una falda azul con dos bolsillos laterales, modelo godé, polera y chalas tipo terraplén, de mezclilla piel de durazno, muy usadas de color azul. Usaba el pelo corto y tenía el cuerpo lleno de estrías producidas por la aplicación excesiva de corriente eléctrica. María Teresa recibió en devolución sólo parte de sus especies personales: Una cartera, una chauchera con dinero y un par de aros que yo vi cuando se los colocaba. Le retuvieron los efectos de más valor, un reloj, un anillo y una gargantilla de oro. Al exigir la prisionera, en mi presencia, su devolución, se le contestó que si seguía reclamando la dejarían más días en el cuartel, asegurándole, por otra parte, que una vez que encontraran las especies se las llevarían a "Los Álamos", expresión que me llamó la atención ya que no especificaron si el destino era Tres o Cuatro Álamos. Pasadas las cuatro de la tarde del día 8 de enero, se los llevaron en una camioneta C-10 roja, Chevrolet con capota negra; dos individuos con ropa de civil iban adelante y dos atrás. 
Otro testimonio acerca de la estadía de María Teresa en Villa Grimaldi es el de la señora Angeles Beatriz Álvarez Cárdenas, que fue apresada el 6 de enero de 1975 por agentes de civil y conducida a Villa Grimaldi, aportado al expediente en noviembre de 1979 detalla lo siguiente: El día 7 de enero alrededor de las 3 de la madrugada fui conducida a una habitación en Villa Grimaldi donde se encontraba María Teresa Eltit Contreras y María Isabel Joui. La primera de ellas es una joven bajita, de pelo corto, de contextura delgada, bien formada. Me comunicó que en esa fecha llevaba aproximadamente 21 días detenida, habiendo permanecido antes en otro lugar, ubicado en José Domingo Cañas. Me informó, asimismo, que había sido fuertemente torturada pero que en la época que se encontró conmigo ya se había recuperado físicamente. Se veía en buenas condiciones. Ella creía haber pasado lo peor y que muy pronto su detención sería reconocida. Comentó, igualmente, que su compañero, José Bordaz, había muerto en un enfrentamiento, ella lo había visto vivo pero agónico. En esos días fue detenido Joel, cuyo nombre es Emilio Iribarren. Lo veíamos desde una ventana, sentado frente a un pequeño escritorio, con una hoja de papel que él debía utilizar colocando en ella los nombres de las personas que habían hecho trabajo político.. Joel fue primero interrogado usando en su contra apremios ilegítimos, incluso se le llevó a su mujer, de nombre Linda y a su guagua de tres meses que padecía mongolismo. La esposa lloraba y le pedía que "dijera todo lo que sabía", para así "salvarlos a ella y al niño". Joel, habló en varias oportunidades con los agentes de la DINA, comenzando con posterioridad a llegar las personas por él mencionadas, las que eran sometidas a un careo con él. María Teresa Eltit fue sacada a un interrogatorio el 8 de enero. Volvió muy afligida y nerviosa. La sacaron de Villa Grimaldi ese día, yo no volví a verla nunca más a pesar de haber estado detenida en Cuatro Álamos y posteriormente en Tres Álamos hasta el día 10 de septiembre de 1975, fecha esta última en que fui puesta en libertad. 
También vio a María Teresa en Villa Grimaldi doña Olga Cortés Bruna, apresada por agentes de civil el día 28 de diciembre de 1974 y conducida a ese recinto. En relación con su encuentro con María Teresa Eltit Contreras señala: Apenas ingresé a la pieza donde fui confinada se me acercó una joven que trató de consolarme... A través del trapo que tapaba mis ojos pude percibir que se trataba de una niña de unos 22 o 23 años, delgada y que no usaba venda en sus ojos lo que evidentemente, en el primer momento fue motivo para que yo desconfiara de ella. Me dijo que se llamaba María Teresa Eltit Contreras, yo he podido reconocerla, posteriormente, al ver su fotografía, que hacía alrededor de 12 días que estaba detenida en ese lugar, que su compañero había muerto en un encuentro con la policía de seguridad, habiendo sido baleado en la calle. Me explicó, igualmente, que ella no usaba venda porque la utilizaban para "lavar los platos", ocasión que le servía para salir de la pieza y ver a los demás prisioneros. Permanecí nueve días con ella y durante ese período pude conocer las circunstancias de su vida. Siendo hija única era muy apegada a su madre, tenía una gran preocupación por ella y comprendía que su detención sin que se le hubiera dado aviso a su madre, le causaría un gran sufrimiento. María Teresa Eltit es una joven muy valerosa, de gran espíritu y muy compasiva.. Había sido "parrillada" en varias oportunidades y a pesar del gran temor que le tenía a ese tipo de apremios, lograba sobreponerse, más aún, podía reconfortar a las otras detenidas cuando volvían de los interrogatorios, golpeadas, malheridas. En los días que compartimos ella estuvo muy enferma del estómago pero cuando fue sacada de Villa Grimaldi, en compañía de Renato Sepúlveda Gajardo, de su cónyuge María Isabel Joui Petersen y de un joven moreno cuyo nombre desconozco, se encontraba en buenas condiciones físicas. Los días anteriores a su traslado y después de un interrogatorio había vuelto muy nerviosa. 
María Alicia Salinas Farfán, detenida por la DINA el 3 de enero de 1975 y conducida a Villa Grimaldi, donde permaneció hasta el 10 de enero de ese mismo año, relata en declaración jurada de fecha 16 de julio de 1980, que al llegar a ese recinto y luego de ser torturada, fue llevada a una pieza donde estaban Patricia Guzmán Pardo, Lucrecia Brito, Clara Luengo, Olga Cortés, Beatriz Miranda, María Teresa Eltit Contreras y María Isabel Joui Petersen. Dicha pieza estaba separada por un tabique de la sala de torturas y permanecían allí estas mujeres casi permanentemente encerradas con llave. Con respecto a María Teresa dice: En este punto deseo manifestar todo lo que me consta sobre la permanencia en Villa Grimaldi de María Teresa Eltit Contreras y María Isabel Joui Petersen. A las dos las conocía desde mucho tiempo atrás y por esa misma razón fue con ellas con quienes más compartí y conversé en la pieza en la que nos tenían detenidas. María Teresa Eltit Contreras me contó que había sido detenida el 12 de diciembre de 1974, cerca del mediodía en la vía pública y conducida de inmediato a la Villa Grimaldi. Durante los primeros días fue intensamente interrogada con apremios ilegítimos, en especial por su relación con el dirigente del MIR José Bordaz Paz, quien había sido asesinado en esa época. Igualmente le preguntaban por el paradero de otro dirigente de nombre Hernán Aguiló. Recuerdo que a María Teresa la sacaban permanentemente de la pieza, obligándola a efectuar retratos hablados de personas que a la DINA le interesaba detener... Agrega Salinas en esta declaración: El día 8 de enero a tempranas horas de la mañana María Isabel Joui y María Teresa Eltit fueron sacadas de la pieza y nunca más las volví a ver. María Teresa se despidió de mí, diciéndome que sería trasladada a Cuatro Álamos. Recuerdo que le devolví unas prendas de vestir que ella me había prestado: Una falda de piel de durazno azul claro con rayas rojas, una polera y un par de chalas también de piel de durazno azul claro. Ellas dos fueron sacadas de la Villa junto a un grupo de detenidos. 

## Proceso judicial en dictadura
El día 19 de diciembre de 1974 y a los pocos días de ser detenida María Teresa Eltit Contreras, su madre, doña Teresa Contreras Falcón interpuso recurso de amparo en su favor, que llevó el rol 1623-74. En esta presentación se solicitó informes al Ministerio del Interior, al Comandante en Jefe de la Zona en Estado de Sitio y al Comando de Aviación de Combate sobre antecedentes que obraran en su poder en cuanto a la detención de la afectada. Las respuestas de estos organismos señalaron no tener antecedentes, por lo cual el amparo se declaró sin lugar el 27 de enero de 1975, siendo enviados los antecedentes al 2.º Juzgado del Crimen de San Miguel para que investigara la ocurrencia de una posible desgracia. En el Segundo Juzgado del Crimen de San Miguel se inició la causa rol 17828 del 5 de febrero. Se decretó una orden de investigar al respecto, en la cual sólo se recogió la denuncia de la madre de María Teresa Eltit Contreras y no se hizo ninguna otra diligencia. Debido a ello el 16 de mayo de 1975 se declaró cerrado el sumario y se sobreseyó la causa por no encontrarse acreditado ningún delito en la desaparición de ésta. El señor Magistrado Pfeiffer ni siquiera hizo ratificar judicialmente a la madre su denuncia. El sumario fue reabierto para los efectos de interrogar a la madre, pero fue nuevamente sobreseído por el juez y aprobado por la Corte de Apelaciones de San Miguel el 15 de octubre de 1976.
En enero de 1980 doña Teresa Contreras Falcón interpuso una querella por el delito de secuestro ante el Segundo Juzgado del Crimen de San Miguel, dirigiendo su acción en contra de Marcelo Moren Brito, alias El Coronta u Oso, por ser esta persona la que se encontraba a cargo de los detenidos de Villa Grimaldi. En este proceso se acompañaron los testimonios de Angeles Álvarez Cárdenas y de Patricia Guzmán Pardo. En esta acción se pedía la citación de Marcelo Moren Brito, a quien una de las testigos, Patricia Guzmán Pardo, señaló como el autor de los interrogatorios y malos tratos a María Teresa Eltit Contreras, la citación de varios otros testigos y numerosas diligencias. Ninguna de estas diligencias se realizaron en el tribunal, puesto que rápidamente se declaró incompetente remitiendo los antecedentes al Primer Juzgado del Crimen de San Miguel, tribunal que también se declaró incompetente. Recién en junio de 1980 y conociendo de la contienda de competencia trabada entre los tribunales de San Miguel, la Corte de Apelaciones de ese Departamento resolvió que la causa era competencia del Primer Juzgado del Crimen de Santiago. El Magistrado del Primer Juzgado del Crimen de Santiago tampoco aceptó la competencia y envió los antecedentes al Segundo Juzgado del Crimen de Santiago que de la misma forma se negó a aceptar el conocimiento de la causa. Esta nueva contienda de tribunales se resolvió en agosto del año 1980 por la Corte de Apelaciones de Santiago, entregando el conocimiento de la causa al Primer Juzgado del Crimen, donde se le individualizó con el número de rol 114907.
Habían transcurrido ocho meses desde la presentación de la querella. En la ratificación de la querella doña Teresa Contreras Falcón hizo presente al tribunal que la orden de investigar este posible delito había sido diligenciada por la Brigada Investigadora de Asaltos de Investigaciones, departamento de policía que tenía otras funciones distintas a la de investigar un desaparecimiento. El detective de apellido Mombiela concurrió posteriormente al tribunal aclarando que la orden se la habían dado sus superiores, pero que efectivamente no estaba dentro de sus funciones investigar este tipo de hechos. En el juicio declaró la testigo doña Olga Luisa Cortés Bruna, ratificando lo expuesto anteriormente en una declaración jurada y también doña Angeles Beatriz Álvarez Cárdenas. Ambas ex prisioneras reconocieron la fotografía de María Teresa Eltit Contreras, como la persona que habían visto en Villa Grimaldi. Se citó asimismo en el juicio a Emilio Iribarren Lederman, a quien varias personas relacionaban con la afectada. Este reconoció haber estado en Villa Grimaldi en esa fecha, la circunstancia de haber sido detenido con su mujer y un hijo mongólico, el hecho de haber mantenido una relación sentimental en otra época con María Teresa Eltit, pero negó absolutamente haberla visto en Villa Grimaldi. Tampoco proporcionó antecedentes sobre los oficiales de la DINA que conoció en ese lugar. En el proceso nunca se citó al querellado Marcelo Moren Brito, el que a la fecha tenía el grado de Coronel y se encontraba destinado en la Comandancia de la Guarnición de Santiago. Tampoco se ubicó a Osvaldo Romo, profusamente citado por los testigos como uno de los agentes de la DINA que ejercía funciones en Villa Grimaldi. La causa fue sobreseída el 26 de diciembre de 1980 por no encontrarse justificada la perpetración del delito. Esta resolución fue aprobada en marzo de 1981 por la Corte de Apelaciones de Santiago.

## Operación Colombo
Meses después de la desaparición de María Teresa desde Villa Grimaldi, en julio de 1975 su nombre apareció en una información dada por el diario O' Día de Curitiba, Brasil y reproducida el 24 de julio de ese año por los diarios chilenos, donde se daba a conocer una lista de personas que supuestamente habían muerto en enfrentamientos con las fuerzas policiales en Salta, Argentina. El diario O' Día, desconocido en Brasil, editó sólo dos números, precisamente en el segundo número aparecía esta información.
El Ministerio de Relaciones Exteriores de Chile informó que las autoridades pertinentes en Brasil habían señalado que el periódico no existía. Luego se estableció que se llamaba en realidad Novo Día, nombre con el cual había reaparecido O' Día tras una larga interrupción. El mismo Ministerio reconoció que no había constancia que las personas aludidas hubieran muerto en el extranjero. En esos días en Argentina, en el semanario Lea apareció otra nómina con informaciones de similares características a las ya descritas. Entre las dos publicaciones hacían mención a 119 nombres de personas que habían desaparecido después de ser detenidas por los servicios de seguridad chilenos.

## Informe Rettig
Familiares de María Teresa presentaron su caso ante la Comisión Rettig, Comisión de Verdad que tuvo la misión de calificar casos de detenidos desaparecidos y ejecutados durante la dictadura. Sobre el caso de María Teresa, el Informe Rettig señaló que:

“El 12 de diciembre de 1974 fueron detenidos en Santiago los amigos y militantes del MIR Carlos Alberto TERAN DE LA JARA y Rafael Eduardo ARANEDA YEVENES, uno en su domicilio y el otro en la Universidad Técnica donde ambos estudiaban y trabajaban. ©
El mismo día fue detenida en la vía pública, también en Santiago, la militante del MIR María Teresa ELTIT CONTRERAS.
Los tres detenidos desaparecieron en poder de la DINA, habiendo testigos de su permanencia en Villa Grimaldi.
La Comisión está convencida de que la desaparición de estas tres personas fue obra de agentes del Estado, quienes violaron así sus derechos humanos”.

## Proceso judicial en democracia
El caso de María Teresa fue investigado por el ministro Leopoldo Llanos como parte del denominado caso “Episodio Villa Grimaldi-Cuaderno Principal” Rol N° 2162-1998. El 27 de junio del 2014, el ministro Leopoldo Llanos dictó sentencia de primera instancia por la desaparición de 19 personas y por un ejecutado. El magistrado condenó a 13 exagentes de la Dirección de Inteligencia Nacional (DINA)  por el delito de secuestro calificado de: Guillermo Roberto Beausire Alonso, Alan Roberto Bruce Catalán, Jaime Enrique Vásquez Sáenz, Manuel Antonio Carreño Navarro, Iván Carreño Aguilar, María Teresa Eltit, María Isabel Joui Petersen, Jacqueline Paulette Drouilly Yurich, Juan René Molina Mogollones, René Roberto Acuña Reyes, Carlos Alberto Carrasco Matus, Hugo Daniel Ríos Videla, Agustín Alamiro Martínez Meza, Juan Rodrigo  Mac-Leod Treuer, María Julieta Ramírez Gallegos, Luis Jaime Palominos Rojas,  Marta Silvia Adela Neira Muñoz, César Arturo Emiliano Negrete Peña, Alejandro Juan Avalos Davidson y el homicidio calificado de Humberto Juan Carlos Menenteau Aceituno, todas víctimas que permanecieron detenidos en el recinto de Villa Grimaldi.
La sentencia condenó a los exagentes de la DINA a las siguientes penas:
1. Manuel Contreras Sepúlveda: prisión perpetua   
2. Pedro Espinoza Bravo: 20 años de prisión  
3. Marcelo Moren Brito: 7 años de prisión  
4. Rolf Wenderoth Pozo: 7 años de prisión  
5. Miguel Krassnoff Martchenko: 20 años de prisión  
6. Fernando Lauriani Maturana: 20 años de prisión  
7. Gerardo Godoy García: 20 años de prisión  
8. Ricardo Lawrence Mires: 20 años de prisión   
9. Basclay Zapata Reyes: 15 años y un día de prisión  
10. Manuel Carevic Cubillos: 15 años y un día de prisión  
11. Raúl Iturriaga Neumann: 15 años y un día de prisión  
12. César Manríquez Bravo: 15 años y un día de prisión  
13. Orlando Manzo Durán: 10 años y un día de prisión  
La sentencia determina que todas las personas fueron detenidas por la DINA y permanecieron privados de libertad en uno o más de los recintos de detención y cuyos  rastros se pierden desde esos lugares, sin que  hasta la fecha  los privados de libertad hayan tomado contacto con sus familiares, realizado gestiones administrativas ante organismos de Estado, registrado entradas o salidas del país, y sin que conste, tampoco, su defunción. En los casos de diez de ellos, sus nombres aparecieron en  periódicos en noticias relativas  a la "muerte de extremistas chilenos  en el extranjero", montaje denominado "Operación Colombo" o "Casos de los 119".
El 16 de septiembre de 2015 la Corte de Apelaciones de Santiago ratificó la sentencia de primera instancia dictada por el ministro Llanos por la desaparición de 19 personas y un ejecutado político. En fallo unánime la Sexta Sala ratificó las condenas efectivas para 11 exagentes de la DINA. La sentencia ratificó las penas en contra de los 11 exagentes. En los casos del exdirector de la DINA: Manuel Contreras Sepúlveda y el exagente Marcelo Moren Brito, se dictó su sobreseimiento por fallecimiento.
La Corte Suprema, el 22 de enero del 2016, ratificó la sentencia dictada en la investigación contenida en el cuaderno principal de la causa denominada: "Villa Grimaldi". En fallo dividido (causa rol 17887-2015), la Sala Penal (integrada por los ministros Milton Juica, Carlos Künsemüller, Lamberto Cisternas, Manuel Antonio Valderrama y Jorge Dahm) ratificó las penas a presidio efectivos de 11 exagentes de la DINA, por su responsabilidad en los 19 secuestros calificados y por un homicidio calificado. Resolución que se adoptó con el voto en contra del ministro Cisternas, quien fue partidario de acoger la prescripción gradual, pero solo respecto de los condenados Krassnoff Martchenko y Lauriani Maturana. En el aspecto civil, se confirmó que el Estado de Chile debe pagar una indemnización  a familiares de las víctimas.

## Memoria

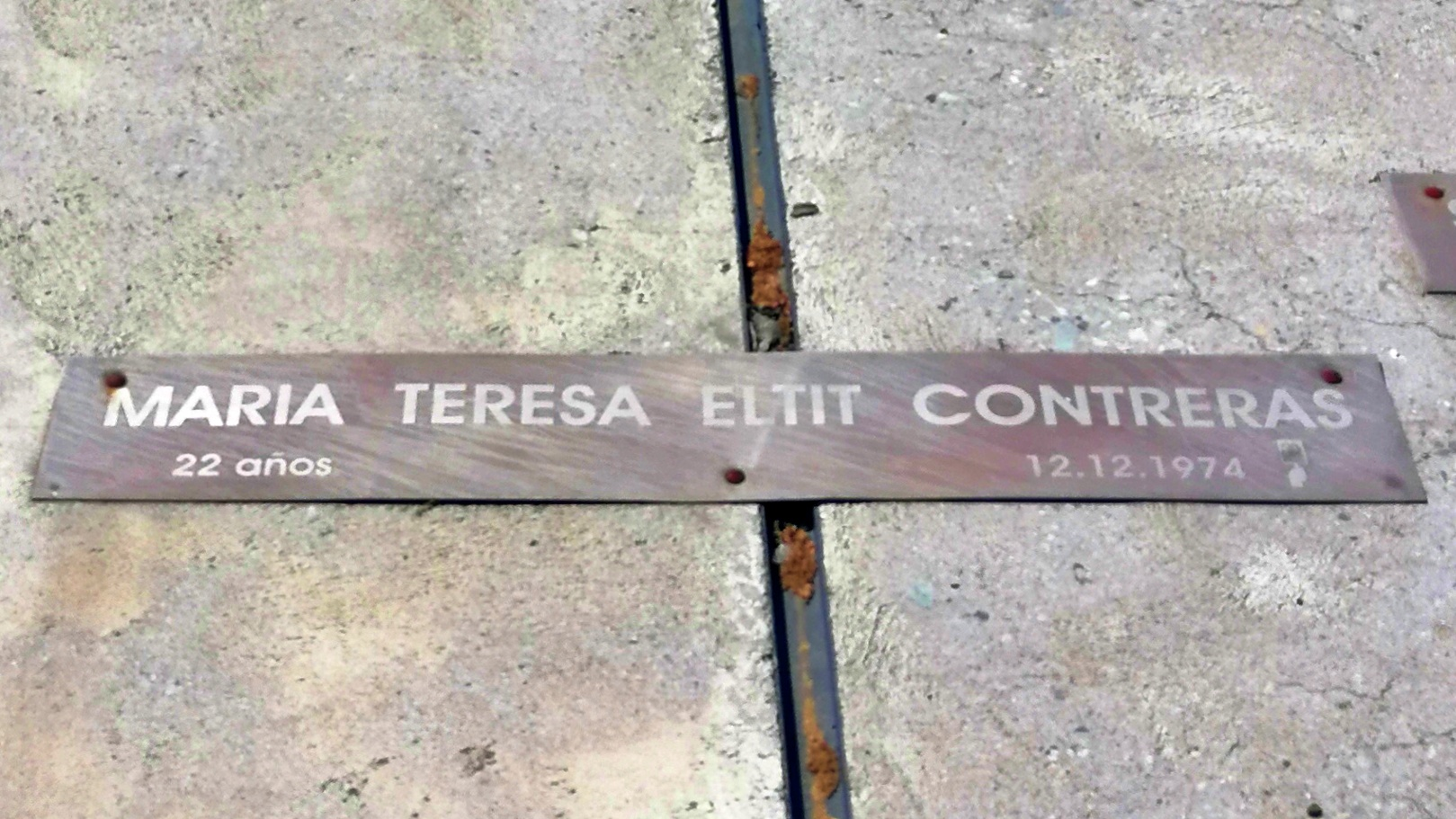
Placa con el nombre de María Teresa Eltit, en el Parque de la meditación de Chillán.

En la comuna de Independencia, el 11 de septiembre del 2014 con la presencia de la Presidenta Michelle Bachelet y del alcalde Gonzalo Durán, se realizó una ceremonia en reconocimiento a la memoria de María Teresa Eltit, Albano Fioraso Chau y Alfonso Chanfreau, ex estudiantes del Liceo Gabriela Mistral, secuestrados y desaparecidos en 1974 por la dictadura militar. En el acto organizado por sus antiguos compañeros, estuvieron presentes miembros de agrupaciones de derechos humanos y gran parte de la comunidad educativa del Liceo Gabriela Mistral. Luego del acto se inauguró un memorial en el patio del Liceo que recuerda a sus tres exalumnos.